# Félix-Jean Prot
Félix-Jean Prot   (Senlis, 1747 - París, 1823) fou un violinista i compositor francès.
Estudià el violí amb Desmarais i l'harmonia amb Gianotti, i el 1775 entrà com a violinista en l'orquestra de la Comédie-Française, ocupant aquesta plaça gairebé per espai de mig segle.
Va estrenar les obres Le bal burgeois, Les rêveries i Le Printemps, deixant, a més, nombrosos duets concertants per a instruments d'arc.